# Home Nations Championship 1903
Die Ausgabe 1903 des Turniers Home International Championship in der Sportart Rugby Union (das spätere Five Nations bzw. Six Nations) fand vom 10. Januar bis zum 15. März statt. Turniersieger wurde Schottland, das mit Siegen gegen alle anderen Teilnehmer die Triple Crown schaffte.

## Teilnehmer
| Land       | Stadion                        | Stadt             | Kapitän                                       |
| ---------- | ------------------------------ | ----------------- | --------------------------------------------- |
| England    | Athletic Ground                | Richmond          | Bernard Oughtred / Percy Kendall              |
| Irland     | Lansdowne Road                 | Dublin            | Harry Corley                                  |
| Schottland | Inverleith                     | Edinburgh         | Mark Morrison / James Greenlees               |
| Wales      | Cardiff Arms Park / St Helen’s | Cardiff / Swansea | Tom Pearson / Llewellyn Lloyd / Gwyn Nicholls |

## Tabelle
|    | Land       | Spiele | Siege | Unent. | Ndlg. | Spiel- punkte | Diff. | Tabellen- punkte |
| -- | ---------- | ------ | ----- | ------ | ----- | ------------- | ----- | ---------------- |
| 1. | Schottland | 3      | 3     | 0      | 0     | 19:6          | + 13  | 6                |
| 2. | Wales      | 3      | 2     | 0      | 1     | 39:11         | + 28  | 4                |
| 3. | Irland     | 3      | 1     | 0      | 2     | 6:21          | − 15  | 2                |
| 4. | England    | 3      | 0     | 0      | 3     | 11:37         | − 26  | 0                |

## Ergebnisse
| 10. Januar 1903 | Wales                                                       | 21 : 5         | England                             | St Helen’s, Swansea Zuschauer: 30.000 Schiedsrichter: Robin Welsh (Schottland) |
| 10. Januar 1903 | Versuche: Hodges (3) Owen Tom Pearson Erhöhungen: Jones (3) | (21:0) Bericht | Versuche: Dobson Erhöhungen: Taylor | St Helen’s, Swansea Zuschauer: 30.000 Schiedsrichter: Robin Welsh (Schottland) |

| 7. Februar 1903 | Schottland                        | 6 : 0         | Wales | Inverleith, Edinburgh Zuschauer: 9.000 Schiedsrichter: Edward Martelli (Irland) |
| 7. Februar 1903 | Versuche: Kyle Straftritte: Timms | (3:0) Bericht |       | Inverleith, Edinburgh Zuschauer: 9.000 Schiedsrichter: Edward Martelli (Irland) |

| 14. Februar 1903 | Irland                             | 6 : 0         | England | Lansdowne Road, Dublin Schiedsrichter: Crawford Findlay (Schottland) |
| 14. Februar 1903 | Versuche: Ryan Straftritte: Corley | (6:0) Bericht |         | Lansdowne Road, Dublin Schiedsrichter: Crawford Findlay (Schottland) |

| 28. Februar 1903 | Schottland        | 3 : 0   | Irland | Inverleith, Edinburgh Schiedsrichter: Frederick Alderson (England) |
| 28. Februar 1903 | Versuche: Crabbie | Bericht |        | Inverleith, Edinburgh Schiedsrichter: Frederick Alderson (England) |

| 14. März 1903 | Wales                                         | 18 : 0        | Irland | Cardiff Arms Park, Cardiff Schiedsrichter: Percy Coles (England) |
| 14. März 1903 | Versuche: Brice Gabe Llewellyn (2) Morgan (2) | (9:0) Bericht |        | Cardiff Arms Park, Cardiff Schiedsrichter: Percy Coles (England) |

| 21. März 1903 | England                  | 6 : 10        | Schottland                               | Athletic Ground, Richmond Zuschauer: 25.000 Schiedsrichter: William Douglas (Wales) |
| 21. März 1903 | Versuche: Dobson Forrest | (3:7) Bericht | Versuche: Dallas Simson Dropgoals: Timms | Athletic Ground, Richmond Zuschauer: 25.000 Schiedsrichter: William Douglas (Wales) |